# Янгибазар (Хорезмская область)
Янгибаза́р (узб. Yangibozor / Янгибозор) — городской посёлок, административный центр Янгибазарского района Хорезмской области Узбекистана.
4 июля 1961 года Янгибазар стал центром Ургенчского района.